# Pro-ana
Le mouvement pro-ana (raccourci de pro-anorexia) rassemble des personnes faisant la promotion de l'anorexie mentale et des troubles du comportement alimentaire. Les adeptes (ou défenseurs) de la sous-culture (voire mode de vie) « pro-ana » prônent l'anorexie comme mode de vie en cherchant à enrôler d'autres jeunes gens parfois influençables et disent ne pas se considérer comme malades.
Le mouvement pro-ana est le « miroir » d'un autre mouvement nommé « pro-mia » rassemblant des personnes souffrant de boulimie. Même si les deux restent liés, ce dernier a moins d'adhérents,.

## Description

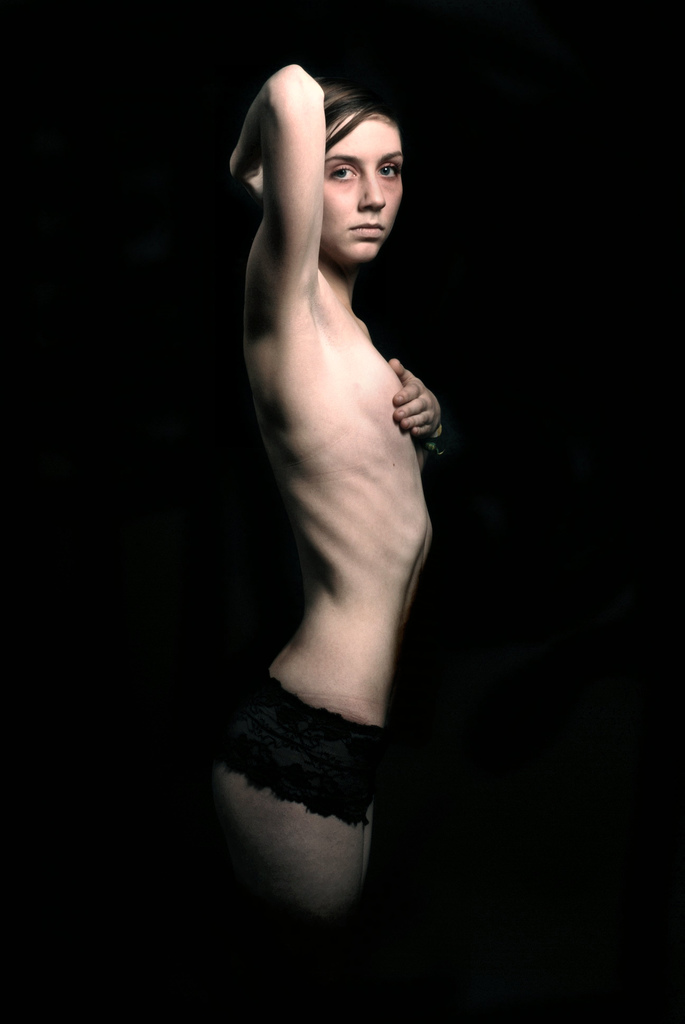
Femme suivant les principes du Thinspiration.

Ses membres diffusent leurs idées essentiellement sur Internet, via des forums ou des blogs où ils tiennent des sortes de journaux intimes à « Ana », véritable allégorie de l'anorexie. Ce mouvement est lié au Thinspiration (plus communément appelé thinspo) qui consiste à s'inspirer et à se motiver en regardant des photos de mannequins et de célébrités maigres ou de personnes ayant perdu beaucoup de poids. Le thinspo fait partie des règles d'Ana qui poussent à maigrir par tous les moyens, même dangereux. Il existe des variantes au thinspiration, tels que le meanspo (paroles à caractères méchantes censées encourager à continuer de perdre du poids) ou le bonespo (photos de personnes très minces)[source secondaire souhaitée].
Ce mouvement s'est développé à partir des années 2000 et comprend majoritairement des femmes, l'anorexie mentale les touchant dans neuf cas sur dix.
Les pro-ana portent parfois un bracelet rouge, entremêlé de mauve si la personne est aussi boulimique ou avec une libellule si elles suivent les règles d'Ana à la lettre. Le bracelet se porte normalement au poignet droit. Il permet aux personnes souffrant de ces maladies de s'identifier entre elles.
À la suite de la médiatisation du mouvement pro-ana à partir de 2008, le grand public et des organismes de santé se sont emparés du dossier, ce qui a conduit à la fermeture de certains sites Web, notamment en France.

## Activité législative

### Activité législative au Royaume-Uni
Au Royaume-Uni, 40 Membres du parlement ont signé en février 2008 une motion du Parlement (Early Day Motion (en) ou EDM) déposée par Mark Hunter, membre des Libéraux-démocrates (Liberal Democrats), dans laquelle il pressait le gouvernement à prendre des mesures contre les sites pro-ana. Cette motion coïncidait avec la Semaine Nationale de Prévention contre les Troubles Alimentaires (UK National Eating Disorder Awareness Week),.
Au Royaume-Uni, la libérale démocrate du East Dunbartonshire — Jo Swinson — a plaidé lors d'un débat d'ajournement (Adjournment Debate (en)) en octobre 2009 pour que les publicitaires pro-ana accompagnent leurs slogans et images de mises en garde. Une motion du Parlement (Early Day Motion (en)) apparaissait à l'ordre du jour en février 2010. Jo Swinson a assuré que « de telles photographies peuvent amener les gens à croire en des réalités qui, très souvent, n'en sont pas » et que « quand des adolescentes et des femmes regardent ces images dans les magazines, elles finissent par être malheureuses avec leurs corps ».

### Activité législative en France

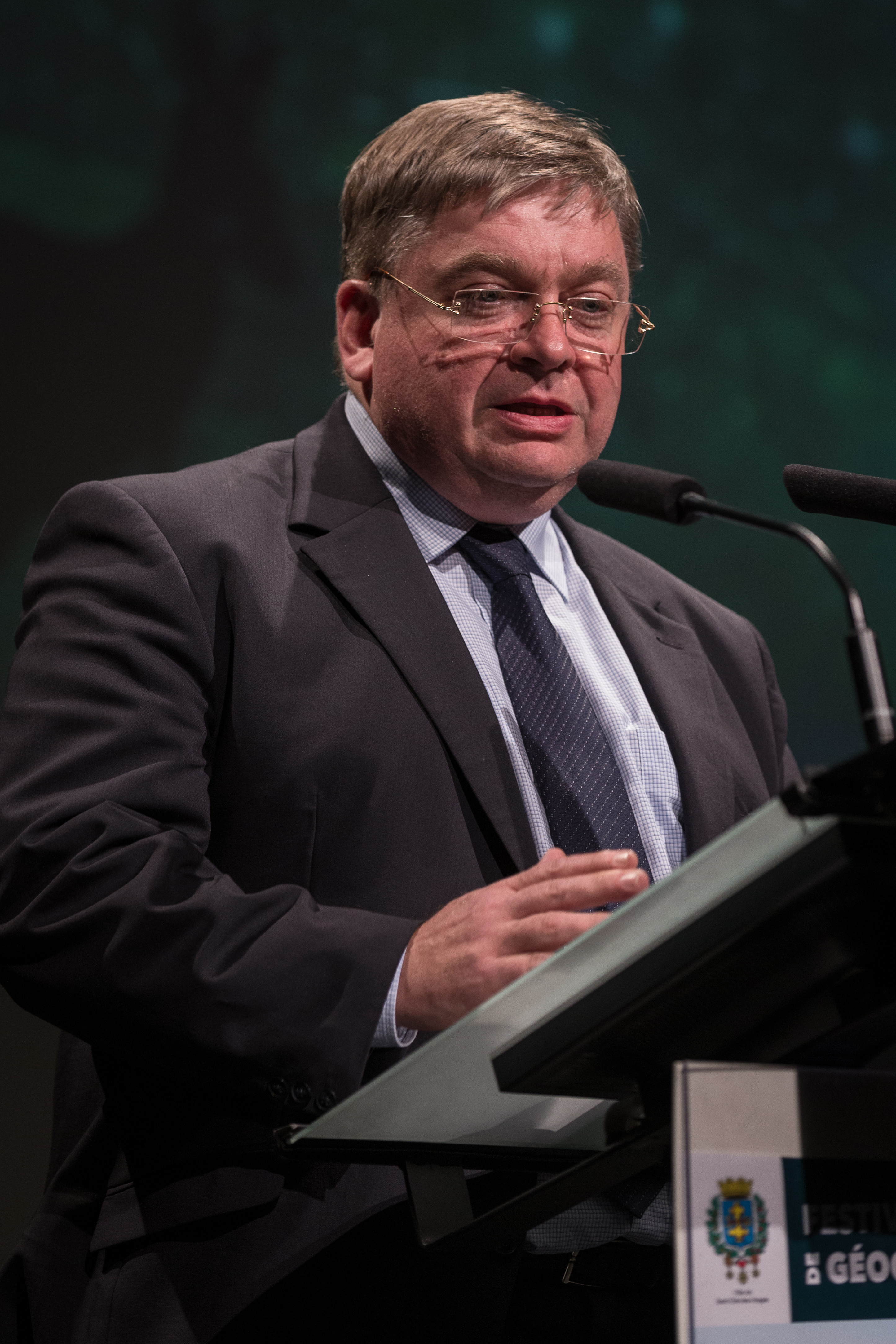
François Vanson

En 2006, le député François Vannson (UMP) a émit 30 novembre et  24 octobre 2006 deux propositions de loi visant à censurer les sites internet “valorisants et faisant l’apologie de l’anorexie”. Le 26 février 2007 il ajoute finalement à l’article 15 de la loi no 86-1067 du 30 septembre 1986 relative à la liberté de communication l'alinéa suivant : « Est prohibée la diffusion des sites Internet promouvant, incitant et encourageant les adolescents à devenir anorexiques ». Lors de son exposé, Vannson déclare notamment que « face à la désinformation de ces sites, mais surtout l’incitation à la maladie qu’ils exercent, nous devons réagir ; car la vie d’adolescents est en jeu. Ces sites doivent être strictement interdits. Il ne s’agit là nullement d’une restriction à la liberté d’expression, ainsi que ces sites ont voulu dénoncer leur interdiction aux États-Unis et au Royaume-Uni, mais de la protection de la santé physique et morale des êtres les plus sensibles et influençables ». Cette proposition de loi n'a pas abouti.
Le 15 avril 2008, un texte proposé par la députée UMP Valérie Boyer a été adopté en première lecture par l'Assemblée nationale française. Il interdisait « le fait de provoquer une personne à rechercher une maigreur excessive en encourageant des restrictions alimentaires prolongées ayant pour effet de l'exposer à un danger de mort ou de compromettre directement sa santé ». Il instituait des peines pouvant atteindre 3 ans d'emprisonnement et 45 000 euros d'amende. Cette proposition de loi n'a pas abouti.
Le 2 avril 2015, l'Assemblée nationale a voté un amendement à la loi Santé qui punit d'un an d'emprisonnement et de 10 000 euros d'amende le fait de « provoquer une personne à rechercher une maigreur excessive en encourageant des restrictions alimentaires prolongées ayant pour effet de l’exposer à un danger de mort ou de compromettre directement sa santé ». Ce nouvel amendement permet de créer un délit incriminant les personnes qui font l'apologie de l'anorexie sur Internet et qui incitent certaines jeunes filles à rejoindre le mouvement pro-ana. Cet article permettra de réprimer les sites web défendant ce mouvement.
En 2016, deux sociologues, Paola Tubaro et Antonio Casilli, spécialistes de cette communauté, publient dans l'ouvrage Le phénomène "pro-ana", Troubles alimentaires et réseaux sociaux les résultats de leur enquête sur le phénomène. Ils critiquent la vision simplicités qui sont faites du phénomène par les politiciens qu'ils accusent de produire des discours alarmistes sur les espaces pro-ana.
Ils montrent que la solution doit résider dans la prévention et non pas dans la censure et mettent en avant une amélioration globale des services de santé publique.
En 2017, ces derniers expliquent sur le site du journal Libération en ligne que l'interdiction des sites accusés de promouvoir l’anorexie pourrait être délétère pour les patients. Ceux-ci dénoncent « la tendance à faire peser sur l’Internet la responsabilité de problèmes médico-sociaux ». Ils proposent ainsi dans leur ouvrage d’« exploiter les nouvelles technologies numériques pour proposer des nouveaux services en ligne ».

## Le terme "pro-ana"
Le phénomène "pro-ana" est définie par les sociologues Paola Tubaro et Antonio Cassilli comme un phénomène de sociabilité numérique conciliant communauté et violences psychologiques et physiques. Cependant, selon eux, le terme est présenté par les médias et les politiciens comme purement péjoratif, tandis que le phénomène ne décrit pas la propagation d'une épidémie de maigreur, mais le cri de secours d’une population mal connue, stigmatisée, et parfois en surpoids".